# Musée national de l'armée néo-zélandaise
Le musée national de l'armée néo-zélandaise (National Army Museum New Zealand), aussi appelé musée militaire de la reine Élisabeth II (Queen Elizabeth II Army Memorial Museum) est un musée militaire néo-zélandais situé dans la ville militaire de Waiouru.
Il existe aussi le musée national de la marine néo-zélandaise à Devonport et le musée de l'armée de l'air de la Nouvelle-Zélande à Wigram.

## Contenu
Le National Army Museum ayant une volonté de mettre en avant les combattants des différentes périodes de conflits plusieurs actions sont mises en œuvre :
- L'espace  'Tears on Greenstone Wall'  diffuse en permanence la liste des Néo-Zélandais morts en servant leur pays (combattants et marine marchande) : par ordre alphabétique (prénom, nom, grade et date de décès)[2].
- Un espace particulier permanent (valour alcove) est dédié à la présentation des onze Victoria Cross décernées à des Néo-zélandais avec la photo des récipiendaires ainsi que leur biographie[3].
- Le musée offre la possibilité aux porteurs de décorations de les lui léguer (ou leur famille après leur décès) afin qu'elles soient conservées 'dans l'honneur' et non pas dispersées. Il est alors possible à leurs descendants qui prévoient de visiter le musée de demander, pour la date souhaitée, la présentation en vitrine des décorations des membres de leur famille et leur biographie (sinon une rotation régulière est effectuée)[3].